# امی نیکسون
امی نیکسون (انگلیسی: Amy Nixon؛ زادهٔ ۲۹ سپتامبر ۱۹۷۷) وکیل، و ورزشکار کرلینگ اهل کانادا است.